# 日原昌造
日原 昌造（ひのはら しょうぞう、嘉永6年（1853年） - 明治37年（1904年）1月26日）は、幕末・明治初期の長府藩士、時事新報記者、実業家。愛知師範学校、静岡第一師範学校の校長を務めた。筆名は豊浦生。

## 略歴
長門国豊浦郡長府（現・山口県下関市）に生まれ、藩校・敬業館と集童場に学ぶ。長府藩士として北越戦争、越後府戊兵として従軍後、1869年（明治2年）に新潟英学校に着任したサミュエル・ロビンス・ブラウンに英学を学び、翌年のブラウンの辞職、横浜・修文館への転任に伴い随行。1871年（明治4年）、大阪開成所で小泉信吉に師事した。1872年（明治5年）、小泉の帰京にともない上京し、福澤諭吉に認められ慶應義塾の教員となる。1875年（明治8年）に愛知師範学校校長に就任。次いで静岡師範学校校長となる。
1877年（明治10年）には文部省の『百科全書』の翻訳に参加し、「光学及音楽」の翻訳を担当した。三菱商業学校などで教鞭をとったのち、1880年（明治13年）に横浜正金銀行へ入行し、小泉と共にロンドンへ渡英。約4年間を英国で過ごし、「倫敦通信」を時事新報紙上に掲載した。1885年（明治18年）3月に帰国し、1887年（明治20年）、サンフランシスコ支店長として渡米。1891年（明治24年）3月、ニューヨーク支店長転勤に伴い、正金銀行頭取原六郎の失脚に殉じて職を辞し帰国した。その後、郷里で隠遁生活を続けた。次いで「修身要領」の編纂に参加した。

## 著作
『時事新報』社説への寄稿は1900年（明治33年）以降のものに限っても200編以上が確認されている。

### 日本ハ東洋國タルベカラズ
丸山眞男の調査によれば、脱亜という語句が使用された最も古い史料は1884年（明治17年）11月11日に『時事新報』に掲載された社説「日本ハ東洋國タルベカラズ」である。執筆したのは豊浦生という筆名の日原昌造である。この社説の中で「興亜会」に対して「脱亜会」という語句が用されている。この社説において、「興亜会」という語句が5回、「脱亜会」という語句が1回使用されている。この社説に関しては丸山は「脱亜会」という語句がアイロニカルな表現であると指摘している。
そしてこの「脱亜会」という表現がアイロニカルでシニカルだから福澤が「脱亜論」という社説の題名に使用したのではないかと推測している。
補注を作成した岡部泰子はロンドンに在住していた日原昌造が「倫敦通信」という形で大英帝国の実情をリアルタイムで福澤に伝えていたことが福澤の国際認識に影響を与えていたと指摘している。
1. 豊浦生 (1884年11月11日). “日本ハ東洋國タルベカラズ” (PDF). 時事新報 (時事新報社) 2016年4月17日閲覧。
2. 豊浦生 (1884年11月13日). “日本ハ東洋國タルベカラズ（一昨日ノ續）” (PDF). 時事新報 (時事新報社) 2016年4月17日閲覧。
3. 豊浦生 (1884年11月14日). “日本ハ東洋國タルベカラズ（昨日ノ續）” (PDF). 時事新報 (時事新報社) 2016年4月17日閲覧。